# آدم كيلرمان
آدم كيلرمان (بالإنجليزية: Adam Kellerman)‏ هو لاعب تنس الكراسي المتحركة ‏ أسترالي، ولد في 26 يوليو 1990 في سيدني في أستراليا.

## وصلات خارجية
- آدم كيلرمان على موقع الاتحاد الدولي لكرة المضرب (الإنجليزية)
- آدم كيلرمان على موقع اتحاد التنس الأسترالي (الإنجليزية)
- آدم كيلرمان على موقع Paralympic.org (الإنجليزية)
- آدم كيلرمان على موقع اللجنة البارالمبية الأسترالية (الإنجليزية)